# UFC 227
UFC 227: Dillashaw vs. Garbrandt 2 è stato un evento di arti marziali miste tenuto dalla Ultimate Fighting Championship il 4 agosto 2018 allo Staples Center di Los Angeles, negli Stati Uniti.

## Risultati
|                                        | Divisione             |                    |                 |                        | Metodo                                      | Round           | Tempo           | Premio          |
| Card Principale                        | Card Principale       | Card Principale    | Card Principale | Card Principale        | Card Principale                             | Card Principale | Card Principale | Card Principale |
| -------------------------------------- | --------------------- | ------------------ | --------------- | ---------------------- | ------------------------------------------- | --------------- | --------------- | --------------- |
| Sfida valida per il titolo di campione | Pesi gallo            | T.J. Dillashaw (c) | batte           | Cody Garbrandt         | KO tecnico (ginocchiata e pugni)            | 1               | 4:17            | POTN            |
| Sfida valida per il titolo di campione | Pesi mosca            | Henry Cejudo       | batte           | Demetrious Johnson (c) | Decisione non unanime (48-47, 47-48, 48-47) | 5               | 5:00            | FOTN            |
|                                        | Pesi piuma            | Renato Moicano     | batte           | Cub Swanson            | Sottomissione (rear-naked choke)            | 1               | 4:15            | POTN            |
|                                        | Pesi paglia femminili | JJ Aldrich         | batte           | Polyana Viana          | Decisione unanime (29-28, 29-28, 29-27)     | 3               | 5:00            |                 |
|                                        | Pesi medi             | Thiago Santos      | batte           | Kevin Holland          | Decisione unanime (29-27, 29-27, 30-26)     | 3               | 5:00            |                 |
| Card Preliminare (FX)                  |                       |                    |                 |                        |                                             |                 |                 |                 |
|                                        | Pesi gallo            | Pedro Munhoz       | batte           | Brett Johns            | Decisione unanime (30-26, 29-28, 29-27)     | 3               | 5:00            |                 |
|                                        | Pesi gallo            | Ricky Simon        | batte           | Montel Jackson         | Decisione unanime (30-27, 30-27, 29-28)     | 3               | 5:00            |                 |
|                                        | Pesi gallo            | Ricardo Ramos      | batte           | Kang Kyung-ho          | Decisione non unanime (29-28, 28-29, 29-28) | 3               | 5:00            |                 |
|                                        | Pesi piuma            | Sheymon Moraes     | batte           | Matt Sayles            | Decisione unanime (29-28, 29-28, 29-28)     | 3               | 5:00            |                 |
| Card Preliminare (UFC Fight Pass)      |                       |                    |                 |                        |                                             |                 |                 |                 |
|                                        | Pesi mosca            | Alex Perez         | batte           | José Torres            | KO (pugni)                                  | 1               | 3:36            |                 |
|                                        | Pesi paglia femminili | Zhang Weili        | batte           | Danielle Taylor        | Decisione unanime (29-28, 29-28, 29-28)     | 3               | 5:00            |                 |
|                                        | Pesi gallo            | Marlon Vera        | batte           | Wuliji Buren           | KO tecnico (pugno al corpo e pugni)         | 2               | 4:53            |                 |

## Premi
I lottatori premiati ricevettero un bonus di 50.000 dollari.
Legenda:
- FOTN: Fight of the Night (vengono premiati entrambi gli atleti per il miglior incontro dell'evento)
- POTN: Performance of the Night (viene premiato il vincitore per la migliore performance dell'evento)